# Rikshem
Rikshem AB (publ) är ett svenskt fastighetsbolag. Rikshem ägs av AMF och Fjärde AP-fonden.
Bolaget bildades 1 juli 2010 som Dombron AB då Vasakronan sålde delar av sin fastighetsportfölj till Fjärde AP-fonden. Året därpå bytte bolaget namn till Rikshem AB.
Rikshem äger fastigheter över hela Sverige. Den 30 juni 2024 ägde Rikshem cirka 30 000 lägenheter. Fastighetsbeståndets värde uppgick till cirka 59 miljarder kronor (inklusive Rikshems andel av fastighetsvärdet i joint ventures).
Styrelseordförande är Anette Frumerie och VD är Kerstin Lindberg Göransson.